# 투폴레프 Tu-22

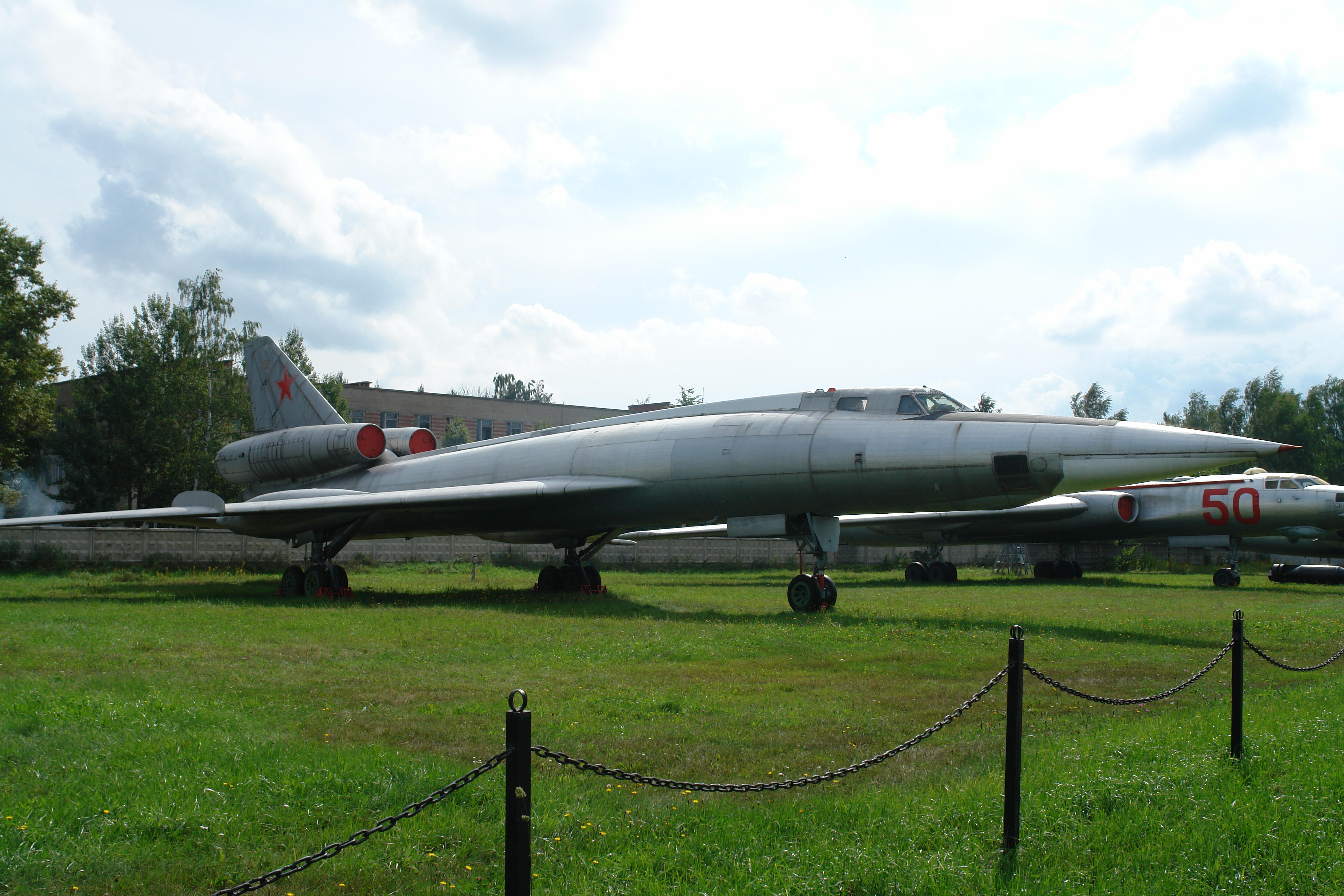

투폴레프 Tu-22(Tupolev Tu-22, 나토명: Blinder)는 소련에서 생산한 최초의 초음속 전술 폭격기(러시아 내 구분: 전선 폭격기)이다. 투폴레프가 제조한 이 Tu-22는 1960년대에 소련군에 도입되었다.
이 항공기는 예측 속도와 항속 거리 미달로 실망을 안겼다. 비행과 유지보수에 관한 설계상의 어려움도 있었다. 소량만이 생산되었으며 특히 투폴레프 Tu-16과 비교되었다. 이 항공기는 나중에 다른 역할을 위해 탈바꿈되었는데, 특히 Tu-22R 정찰기, Kh-22 대함 미사일 수송기가 그 예이다.
Tu-22는 리비아와 이라크 등 다른 국가에도 판매되었다.

## 같이 보기
- 투폴레프 Tu-22M
- 컨베이어 B-58 허슬러
- 다소 미라주 IV
- 노스아메리칸 A3J 비질란테

## 참고 자료
- Gordon, Yefim; Rigmant, Vladimir (1998). 《Tupolev Tu-22 'Blinder' Tu-22M 'Backfire': Russia's long ranger supersonic bombers》. Leicester: Midland Pub. ISBN 1-85780-065-6.